# پردیس سینمایی مهر شاهد
پردیس سینمایی مهر شاهد یک پردیس سینمایی در شهر تهران، ایران است.
این سینما در سال ۱۳۴۶ در محله وحیدیه و با سه سالن شیدا، شقایق و شاهد و ۴۸۲ نفر ظرفیت در مساحتی بالغ بر ۷۰۰ متر تأسیس شده‌بود اما در سال ۱۴۰۱ این سینما مورد بازسازی قرار گرفته و با شش سالن بازگشایی شده است.